# محمد السعيد السحنوني
الشيخ محمد السعيد السحنوني الفقيه المعلم والداعية المصلح.

## نسبه وتربيته
هو الشيخ محند السعيد أمقران بن سي السعيد بن محمد السعيد بن علي السحنوني نسبة لقرية اسحنونن بالأربعاء ناث ايراثن.
استشهد والده في معركة افليسن ضد الاستعمار الفرنسي وترك ابنه محمد جنينا في بطن أمه،
بعدها بشهرين ولد مترجمنا سنة 1839 م، وقد تكفلت بتربيته والدته الفاضلة في قرية «اسحنونن» التي كانت تزخر بالعلماء والمشايخ ومنهم ابن عمه المجاهد الشيخ محمد وعلي السحنوني الذي تكفل بتحفيظه القرآن الكريم وتعليمه اللغة العربية وعلومها من نحو وصرف وأدب، وكذلك الشيخ الحسن آيت أوفلا دفين منطقة الماين في تربة شيخه أبو راشد، وكذلك تلاميذة الشيخ الحداد قائد ثورة 1871م، انتقل بعدها مع شيخه وابن عمه ومربيه الشيخ بلقاسم آيت عمر السحنوني بعد تعيين هذا الاخير شيخا في مدرسة عين الرواء بمدينة سطيف، ومن هناك اتصل بشيوخ اجلاء أخذ ما عندهم من علوم كالشيخ الحداد والشيخ محمد بن ابي القاسم البوجليلي.

## مولده
ولد سنة 1839 بإسحنونن بالأربعاء ناث ايراثن وكان وحيد أمه حيث  توفى أبوه قبل مولده ورباه ابن عمه الشيخ محمد وعلي أوسحنون القائد في معركة اشريظن 1871.

## طلب العلم
درس في معهد عين الرواء بسطيف لما كان عمه بلقاسم السحنوني شيخا فيه. أخذ عن الشيخ محمد بويعلي وزميله في الدراسة الشيخ أحمد يوسف من أسرة ضاوي «داوي».

## نشاطاته العلمية
بعد تمكنه من العلوم الشرعية وتضلعه في علوم اللغة نجده يبصدر للتدريس والفتوى في المناطق التالية:
- في معهد أولاد بومرداس بتعيين من شيخه وابن عمه محمد وعلي السحنوني حيث درس الفقه واللغة والحساب.
- في معهد سيدي الحاج احساين بسمعون (المدينة التي ينتمي إليها المحدث السمعوني طاهر الجزائري) بالقبائل الصغرى.
- في معهد سيدي أحمد زروق ببني وغليس.
- في معهد سيدي عمر ولحاج قرب عزازقة بالقبائل الكبرى.
- في معهد سيدي موسى قرب سيدي بالقبائل الصغرى.
قضى حياته شيخا في عدة زوايا ومعاهد بمنطقة بومرداس وزاوية سي محند أومالك بآيت يجر حوزة عزازقة وزوايا سيدي الحاج أحساين بسمعون بأعالي بني وغليس وإزروقن وسيدي موسى تينبذار بوسط بني وغليس
أُخرج من اسحنونن بعد فشل ثورة 1871 فذهب مدرسا إلى عرش بني وغليس
 في سنة 1890 أو 1892 أسس معهد تاغراست بآث وغليس (سيدي عيش حاليا)
نفته السلطات الفرنسية إلى أث اراثن لا ينزل تاغراست بعد أن وشى به القائد اوجعفر.
بعد وفاته خلفه الشيخ أبو القاسم ابن طعيوج في المعهد وربا ولديه الشيخ امحمد والشيخ شريف.

## تأسيسه لمعهد خاص به وموقف الاستعمار منه
هذا الرجل الذي وهب حياته لنشر العلم واحياء وإعلاء دين الله الإسلام الحنييف وخدمة بلده وبني وطنه مل من الرحيل والترحل فقرر تأسيس معهد باسمه في قرية تاغراست سماه معهد الشيخ محمد السعيد السحنوني وذلك في اواخر سنة 1892 م، فكان يدرس فيه القرآن الكريم واستظهاره، إلى جانب الفقه والنحو ويدرس معه مشايخ آخرين القراءات والحديث الشريف والفلك والحساب، وبهذا فتح امام أبناء المنطقة نافذة لتعلم دينهم والمحافظة على اصالتهم، وقد أثارت مواقفه الجريئة في مواجهة الاستعمار - الاستدمار الفرنسي على رأي الاستاذ مولود قاسم نايت بلقاسم رحمه الله - قلت أثارت إعجاب والتفاف جميع سكان مدينته، فكان ينشط للتعليم والتربية، ويعمر الزوايا بالطلبة، فقد سمع الناس بفعلته وتأسيسه لأول مدرسة - المعهد في هذه القرية الطيبة بمنطقة القبائل الصغرى (بجاية التاريخية)، وقد بذل الناس من أجل هذا المعهد وغيره كل ما في وسعهم لجعلها تواصل سيرها، وتحتضن المتعطشين إلى العلم والمعرفة من كل ما هو جديد، ولكنه لفت أنظار السلطات المحلية الاستعمارية واذنابها الخائنين، ولم تكن غافله عنه وعن امثاله.
و من هؤلاء الأذناب الذين باعوا ذمتهم للمحتلين الغاصبين في قرية «لغلاوي» قرب سيدي عيش من عرش بني وغليس، قائد يدعى «أوجعفر» حركته نوازع الشر، فقصد الشيخ محمد السعيد يطلب منه يد ابنته حفيدة ايزروقن، الا ان الشيخ رفضه بحجة ان ابنته لا تزال صغيرة، فتحرش به هذا القائد، وانتهز فرصة اقامة حفلة «الختمة» ختمة دراسة سيدي خليل في الفقه التي تقام سنويا (وتقام لذلك حفلة رائعة ينتظرها الناس في جميع الافاق بفارغ الصبر)، انتهز هذه الفرصة، واوحى إلى السلطات الاستعمارية الفرنسية بان محمد السعيد يريد من وراء اقامة هذه الحفلات عقد تحالفات من أجل الثورة، خاصة وان قاصدوا هذه الحفلات كانوا من جميع الجهات وباعداد هائلة، إلى جانب ان محمد السعيد ينتمى إلى عائلة سحنون المعروفة بمواقفها الوطنية، وبواقفها البطولية ضد المحتلين في ثورة 1871 م المعروفة التي قادها الشيخ المقراني والشيخ الحداد وغيرهم من العلماء.

## محنته ومواقفه العظيمة
تم إثرها إلقاء القبض عليه وسيق إلى سجن سيدي عيش، حيث حقق معه زبانية الاستعمار ولكن المواطنين تداعت جموعهم وذهبوا وفودا متتالية مطالبين باطلاق سراحه، ونظرا لوجود الكثير من زعماء القبائل والاعراش، والملاك من بين هؤلاء المواطنين فقد اضطرت السلطات الاستعمارية إلى اطلاق سراحه، مع قرارها بنفيه إلى آيت ايراثن لمدة سنة مع الإقامة الجبرية، حيث لم يزر مدينته تاغراست خلالها.
- كان محمد السعيد من القلة التي بقيت على الوفاء الشديد لمشايخهم في محنتهم بعد هزيمة ثورة 1871 م، فكما كان يزور شيخه ابن الحداد في معهده بصدوق، كذلك زاره في سجنه بقسنطينة يوم القي عليه القبض ونقل إلى هناك.
و كذلك زار ابن عمه ومربيه وشيخه محمد وعلي السحنوني لما سجن بالجزائر، وروي انه كان يزور مشايخه وهو متنكر في زي أحد العمال المرخص لهم بالدخول إلى السجن، ويروي انه زار الشيخ محمد وعلي بهذه الصفة في اليوم السابق لمحاكمته، وقد بقي على هذا الوفاء لشيخه حتى بعد نفيه من الجزائر واستقراره بالحجاز.
و قد كانت له صداقات واتصالات ومراسلات بعلماء الجزائر، وخاصة الشيخ حمدان لونيسي شيخ عبد الحميد بن باديس، الذي كان يزوره بين الفينة والاخرى بمدينة قسنطينة، وقد كان معه ضمن الجماعة المحافظة التي عارضت تجنيد الجزائريين في الجيش الفرنسي، والتي قادت حملة المقاطعة الاقتصادية للسلع الفرنسية، واستغلت في ذلك الجانب الديني للجزائريين، فقد شرحوا للشعب مثلا ان الشمع ممزوج بشحم الخنزير، وكذلك السكر الذي اشيع انه مصنوع من عظام البشر الاموات، والزيوت المختلة بالخمور وغيرها من الفتاوي التي كان الهدف الرئيس من ورائها هي رفض ومقاطعة كل ما هو فرنسي.
و قد بلغت بهما الصداقة ان الشيخ حمدان لونيسي لما قرر الهجرة استشار الشيخ محمد السحنوني كتابة (توجد هذه الرسالة ضمن وثائق المعهد السحنوني) وقد بعث هذه الرسالة مع تلميذهما المشترك الشيخ ابي القاسم طعيوج، وقد طلب منه ان يهاجر معه، وقد اجابه الشيخ مباركا له هذه الخطوة، معتذرا له بانه لا يستطيع التخلي عن تسيير معهده، والقيام بشؤون عائلته وعائلة ابن عمه ومربيه وشيخه محمد السعيد الذي كان الاستعمار الفرنسي قد القي عليه القبض بعد نهاية ثورة 1871 م، مع قادة هذه الثورة، وتم نفيهم إلى مدينة «كايان» بجزيرة قيانا الفرنسية الموجودة في المحيط الاطلسي بامريكا الجنوتية، وبعد أن أطلق سراحه اختار الحجاز منفى له، حيث عاش بقية حياته بالمدينة المنورة، وفيها توفي، ودفن بالبقيع كما كان يتمنى، وقد حقق الله امنيته.
و قد قام الشيخ السحنوني على شؤون عائلة شيخه احسن قيام، وكانا يتراسلان منذ افتراقهما بعد رجوهما من منفاهما ببني عباس وبني وغليس، ز بين ايدينا تسع رسائل للشيخ محمد السعيد، وكلها بيتدئ هكذا:  إلى ابن قلبنا، وغاية ودنا الشيخ سيد محمد السعيد السحنوني....... سلام الله عليك مع الرحمة والبركة .
نذر الشيخ محمد السعيد نفسه لمهنة التعليم، والوعظ والإرشاد منذ انس من نفسه القدرة على الإفادة وتبليغ العلم إلى من يريده منه، ورغم ما يتصف به من ذكاء حاد، وحسن استخراج المسائل، ومعالجة المشاكل العويصة التي تعرض له أو تعرض عليه، فاننا نجد ثقافته لا تخرج عن الإطار التقليدي العام لثقافة ذلك العهد، وخاصة وقد اقتصر في التلقي على قلة من المشايخ هنا وهناك، الا ان همته العالية أكثر من ثقافته.
و كانت له في أمر يتصل بالتعليم بسبب، وهو نسخ المصاحف والكتب، وخط واضح مقروء، وهذه عادة دارجة عند مثقفي ذلك العهد. ويقول عارفوه ان له قوة الإقناع، والتفهيم والتحليل والتعليل، واجتذاب انتباه السامع، وهذا من صفات الدعاة. كما أن قيامه بالعمل في تبك الأماكن وقتا طويلا، ومرانه وتمرسه الطويل بالمشاكل اليومية العارضة جعله يتعمق بمعرفته اسرار الشعب واماله وآلامه، ولذا كان لكلامه وقعه المطلوب في نفوس السامعين.

## وفاته
بعد حياة مليئة بالجهاد في سبيل اعلاء كلمة الإسلام ونشر العلم والوعي توفي الشيخ رحمه الله يوم السبت 23/11/1332 هجري الموافق لـ 17/10/1914 ميلادي.